# Каравелова, Екатерина
Екатерина Каравелова (болг. Екатерина Великова Пенева–Каравелова, 21 октября 1860, Русе, Османская Болгария — 1 апреля 1947, София, Болгария) — педагог, переводчик, публицист, активистка за права женщин, основатель Болгарского женского союза (Българския женски съюз), один из основателей Комитета по защите евреев. Жена болгарского политика Петка Каравелова.

## Биография
Екатерина Каравелова родилась 21 октября 1860 года в Русе, была младшей из четырёх детей скорняка Велико Пенева и Стоянки Пеневой. С 1870 по 1878 год Екатерина учится в IV Московской женской гимназии, которую оканчивает с золотой медалью. В этот же период Екатерина знакомится с известным математиком Софьей Ковалевской. После выпуска из гимназии Екатерина возвращается в Болгарию и начинает преподавать в Русе, и спустя год становится директором классов для девочек при Мужской гимназии. В планах Екатерины — получить медицинское образование в Санкт-Петербурге, однако в 1880 году она выходит замуж за Петка Каравелова, с которым познакомилась ещё во время обучения в Москве, и семья переезжает в Софию. У супругов было три дочери — Рада (1880-1883), Виола (1884-1934) и Лора (1886-1913).

## Общественная деятельность
Очень скоро Екатерина становится частью политической элиты Болгарии, однако после смещения Петка Каравелова с поста министра-председателя Болгарии князем Александром Баттенбергским в 1881 году семья была вынуждена покинуть Болгарию и переехать в Пловдив (на тот момент город входил в состав Восточной Румелии) В 1884 году, после восстановления Тырновской конституции, Екатерина и Петко возвращаются в Софию.. Тогда же Екатерина начинает публиковать памфлеты.
В 1899 Екатерина Каравелова организовывает женскую культурную организацию Мама (Майка). Екатерина уверена, что независимость женщин напрямую зависит от образованности женщин, поэтому она открывает профессиональную школу для девочек "Мария Луиза" В 1901 году Каравелова вместе с Велой Благоевой, Димитраной Ивановой, Анной Каримой, Киной Коновой, Юлией Малиновой и другими создают Болгарский женский союз (Български женски съюз)..
После поражения Илинденского восстания в 1903 году Каравелова возглавляет Женский комитет по освобождению македонских женщин из тюрьмы. Год спустя Екатерина принимает участие в Македонской конференции в Лондоне. Во время Русско-японской войны Каравелова создаёт Болгарскую санитарную комиссию, а во время Балканской войны организовывает госпиталь при университете имени В. Левского.
Екатерина Каравелова была председателем Болгарского женского союза в течение 25 лет. На IV конгрессе Международной женской лиги за мир и свободу (1-7 мая 1924, Вашингтон) Екатерина представляет Болгарию. В 1925 году Каравелова становится председателем Лиги.
Екатерина Каравелова принимает активное участие в создании Комитета по защите евреев в Германии вместе с Антоном Страшимировым, Асеном Златаровым, Петко Стайновым и другими.
Помимо активной общественной и политической деятельности Каравелова занимается переводом на болгарский язык произведений Л. Н. Толстого, Ф. М. Достоевского, В. Гюго, Ги де Мопассана, Г. Флобера и Ч. Диккенса. Каравелова является автором более 50 памфлетов и статей.

## Награды и признание
Екатерине Каравеловой было присуждено множество национальных и международных наград, в том числе:
- Орден "За гуманизм"
- Орден "За гражданские заслуги" I степни
- Орден "За культуру и искусство"
- Памятный крест "За независимость Болгарии 1908"
- Дважды награждена медалью "Красный крест"

Имя Екатерины Каравеловы носят школы, улицы, общественные центры. В честь Каравеловой также названо место в Антарктике (Karavelova Point).